# Manés de Guzmán
Manés de Guzmán (Caleruega, Burgos, 1170 - 1234) fou un dominic castellà, germà de sant Domènec de Guzmán. És venerat com a beat per l'Església catòlica.

## Biografia
Manés era el segon fill de Félix de Guzmán i de Juana Garcés, i germà gran de Domingo de Guzmán. Fou educat pels seus pares i el seu oncle Gonzalo d'Aza a Gumiel de Izán. Va voler entrar a un monestir cistercenc de la comarca, San Pedro de Gumiel de Izán, però no pogué.
Marxà a França amb el seu germà Domènec, i hi predicà contra l'heretgia albigesa. Quan Domènec fundà l'Orde de Predicadors, Manés en fou un dels primers membres; de tarannà introvertit i humil, ajudà el seu germà en la consolidació i expansió de l'orde.
El 15 d'agost de 1217, Domènec manà els frares de Prouille que es dispersessin per tot Europa i s'hi establissin, fent créixer l'orde, ja confirmada pel papa Honori III. Manés fou enviat a París amb altres frares castellans i hi col·laborà en la fundació del convent de Saint-Jacques. Domènec l'envià de retorn a Castella, amb el frare Miguel de Fabra, per consolidar les noves cases de l'orde, i en 1219 l'encarregà l'assistència a les monges dominiques de Madrid.
Després de la mort i canonització del seu germà (3 de juliol de 1234), tornà a Caleruega per impulsar la construcció d'una església al lloc de naixement del nou sant, que després seria un monestir de monges. Va morir a Caleruega i fou sebollit al panteó familiar del monestir cistercenc de San Pedro de Gumiel de Izán.

## Veneració
La seva vinculació a Sant Domènec i els inicis de l'orde van fer que fou venerat des d'aviat i s'atribuïssin miracles a la seva intercessió. La seva tomba fou traslladada a l'altar major de l'església, on un reliquiari portava la inscripció: "Sancti Mamerti Ordinis Praedicatorum, Fratris Sancti Dominici de Caleruega in Hispania". La desamortització de 1835 va fer que es perdessin les relíquies, llevat de part del crani que conservaren les dominiques de Caleruega. Sembla que llavors el procurador general de l'orde, Vicente Sopeña, les portà a Barcelona, però que hi desaparegueren durant la crema de convents de 1835.
El culte fou local, centrant-se a Caleruega i Gumiel. En ésser beatificada la seva mare per Lleó XII, el rei Ferran VII d'Espanya demanà al papa la confirmació del culte del seu fill Manés, i Gregori XVI, successor de Lleó XII, el beatificà en 1834.